# Xyloryctes guatemalensis
Xyloryctes guatemalensis är en skalbaggsart som beskrevs av Bitar och Juan A. Delgado 2009. Xyloryctes guatemalensis ingår i släktet Xyloryctes och familjen Dynastidae. Inga underarter finns listade i Catalogue of Life.